# Territorio de Colorado
El Territorio de Colorado fue un territorio organizado incorporado de los Estados Unidos que existió desde el 28 de febrero de 1861 hasta el 1 de agosto de 1876 cuando fue admitido a la unión como el estado de Colorado.
El territorio fue organizado durante la fiebre del oro ocurrida desde 1858 hasta 1861 la cual trajo nueva población colonizadora. El Acta Orghánica fue firmada por el presidente James Buchanan. La organización ayudó a los estados de la unión controlar una zona mineral en las Montañas rocosas durante la Guerra de Secesión. El estado de Colorado fue admitido en la unión durante el mandato de Ulysses Grant en 1876.